# 科布林
科布林（羅馬化：Kobryn，羅馬化：Kobrin）是白俄罗斯布列斯特州科布林區内的城市及该区的行政中心。該市位於州府布列斯特以東52公里，始建於1494年，面積26平方公里，海拔高度485英尺，2008年人口2000。